# Glaubensfrage
Glaubensfrage (Originaltitel: Doubt) ist ein Spielfilm des US-amerikanischen Regisseurs und Dramatikers John Patrick Shanley aus dem Jahr 2008. Das Drama basiert auf Shanleys preisgekröntem Bühnenstück Doubt: A Parable und stellt die Leiterin eines Konvents und Vorsteherin einer katholischen Schule in den Mittelpunkt, die einen an der Schule beliebten Priester indirekt des sexuellen Missbrauchs bezichtigt. Das Wort „Zweifel“, das den englischen Titel des Films bildet, zieht sich durch die Handlung des ganzen Filmes und kehrt immer wieder. Doubt wurde von Scott Rudin produziert und startete am 5. Februar 2009 in den deutschen Kinos.

## Handlung
New York im Herbst des Jahres 1964: die im Stadtteil Bronx gelegene katholische Schule St. Nicholas wird mit strenger Hand von Schwester Aloysius Beauvier geleitet. Die Direktorin wirkt sowohl auf Schüler als auch auf Mitschwestern einschüchternd. Nur einer alternden Mitschwester, die langsam erblindet und die sie vor dem Altersheim bewahren möchte, ist Schwester Aloysius wohlgesonnen. Ihrer Auffassung nach kann Gemeinschaft nur in einer Atmosphäre von rigider Disziplin und ständiger Überwachung funktionieren. Schwester Aloysius’ Ansichten werden aber nicht von jedem geteilt. Der idealistische Priester Flynn nimmt sich unter anderem des jungen Donald Miller an, der der einzige farbige Schüler in St. Nicholas ist. Dieser wird von seinem Vater geschlagen und ist auch den Schikanen seiner Mitschüler ausgesetzt. Der Priester ermutigt den Jungen und lässt ihn auch ministrieren.
Als Donald in einer ihrer Schulstunden zu Pfarrer Flynn ins Pfarrbüro gerufen wird, meldet die junge Geschichtslehrerin Schwester James Schwester Aloysius, der Junge sei danach verstört gewesen und habe nach Alkohol gerochen. Auf Drängen Schwester Aloysius’ stellt diese den Priester im Beisein von Schwester James zur Rede. Dieser gibt schon aus Entrüstung erst gar keine, dann eine widerwillige Erklärung für das Treffen mit dem Jungen ab, der in der Folge vom Messdienst ausgeschlossen wird.
Obwohl sie überhaupt keine Beweise hat, sondern sich lediglich auf ein starkes Gefühl verlässt, bezichtigt Schwester Aloysius den Priester fortan immer wieder indirekt des sexuellen Missbrauchs an dem Jungen, den er sich in der Sakristei mit Messwein gefügig gemacht habe. Pfarrer Flynn erklärt aber, dass Donald selbst vom Messwein getrunken habe. Er habe dies verschweigen wollen, um den Jungen vor dem Ausschluss vom Ministrieren zu bewahren. Während Schwester James daran zweifelt, dass Flynn irgendeine Schuld trifft, ist Schwester Aloysius weiterhin fest von ihrer Version der Dinge überzeugt. Sie wendet sich daraufhin an die Mutter des Jungen. Um diese gegen Flynn einzunehmen, droht sie Donald der Schule zu verweisen. Trotz des ihr ziemlich unverhohlen vorgetragenen Vorwurfs argumentiert die Mutter des Jungen in ihrer Verzweiflung, ihr Sohn müsse nur noch etwa ein dreiviertel Jahr durchhalten, bis er auf eine gute Highschool wechseln könne. Mrs. Miller sieht in der Zuwendung des Priesters kein Problem, da ihr Sohn homosexuell veranlagt sei und Gott ihn nun einmal so geschaffen habe.
Flynn, der Mrs. Miller im Büro der Schulleiterin hat sitzen sehen, sucht daraufhin die Konfrontation. Schwester Aloysius behauptet nun, mit einer Ordensschwester in seiner alten Pfarrei telefoniert zu haben, die ihr über Pfarrer Flynns „Vergangenheit“ erzählt habe. Flynn, der eigentlich für Schwester Aloysius’ Versetzung hatte sorgen wollen, verlässt nicht lange danach die Schule und wird in einer anderen Gemeinde zum leitenden Pfarrer und Geistlichen einer konfessionellen Schule ernannt. Einige Zeit später gesteht Schwester Aloysius Schwester James, die Geschichte mit dem Anruf in der Gemeinde sei erfunden gewesen. Als sie ihre Bedenken in Bezug auf Flynn einem leitenden Monsignore des Bistums vorgetragen habe, habe dieser sie nicht weiter beachtet. Auch zweifle sie seither beständig an ihrer Handlungsweise.

## Entstehungsgeschichte

### Erfolg des Theaterstückes
Doubt ist eine Verfilmung von John Patrick Shanleys Vierpersonenstück Doubt: A Parable, das er 2003 unter dem Eindruck des Missbrauchsskandals in den Vereinigten Staaten schrieb. Shanley, Sohn einer irischstämmigen Familie, ist selbst in der Bronx aufgewachsen und wurde aufgrund seines rebellischen Verhaltens von mehreren katholischen Schulen verwiesen. Für die Rolle der Schwester James stand Shanleys eigene Lehrerin in der ersten Klasse Pate, die ihn in der St. Anthony School unterrichtete.
Doubt wurde erstmals off-Broadway von November 2004 bis Januar 2005 vom Manhattan Theatre Club aufgeführt. Die Inszenierung von Doug Hughes war Shanleys erster großer Theatererfolg und brachte ihm 2005 den renommierten Pulitzer-Preis ein. 2005 wurde Doubt mit der Originalbesetzung erfolgreich an den Broadway verlegt und zwischen März 2005 und Juli 2006 über 500 Mal aufgeführt. Das Stück, von Kritiker David Rooney als „straffe, wunde Betrachtung über moralische Gewissheit“ gelobt, ist mit einem offenen Ende versehen. Shanley enthält sich der Antwort über die Schuld oder Unschuld von Pfarrer Flynn und übergibt sie der Deutung des Publikums. Die Broadway-Produktion wurde mit dem wichtigsten amerikanischen Theaterpreis, dem Tony Award, in den Kategorien Bestes Theaterstück, Beste Hauptdarstellerin (Jones), Beste Nebendarstellerin (Lenox) und beste Regie (Hughes) prämiert. Doubt war auch finanzieller Erfolg beschieden. Die zwei Millionen US-Dollar teure Produktion konnte die Kosten bereits drei Monate nach der ersten Broadway-Aufführung am Walter Kerr Theatre wieder einspielen. Weitere Inszenierungen des Stückes folgten an der US-amerikanischen Westküste, Australien und im Vereinigten Königreich; außerdem eine Pariser Inszenierung von Roman Polański.

### Casting und Dreharbeiten für die Filmversion
Berichte über eine Filmfassung wurden erstmals im Dezember 2006 bekannt. Als Produzent konnte man Scott Rudin gewinnen, der auch an der Broadway-Theaterproduktion von Doubt beteiligt war. Für den US-amerikanischen Verleih ist die Produktionsfirma Miramax Films zuständig. Rudin und Miramax hatten bereits in der Vergangenheit mehrfach zusammengearbeitet. Für das Drehbuch und die Regie wählte Rudin sofort Autor John Patrick Shanley aus. Dieser äußerte, es sei das schwerste Drehbuch gewesen, das er je geschrieben habe. Im April 2007 wurde die Verpflichtung von Meryl Streep und Philip Seymour Hoffman in den Hauptrollen bekanntgegeben, dann die von Amy Adams in der Rolle der Schwester James. Natalie Portman hatte den Part zuvor abgelehnt.
Die Dreharbeiten mit Viola Davis in der Rolle der Mrs. Miller begannen Anfang Dezember 2007 an Originalschauplätzen in der Bronx. Ein Großteil des Films wurde am College of Mount Saint Vincent in Riverdale gedreht. Hauptdarstellerin Meryl Streep wurde von einer Schwester unterstützt, die zur Ordensgemeinschaft der Sisters of Charity gehört und in einem ihrer Konvente gelebt hatte. Die Dreharbeiten der 25 Millionen US-Dollar teuren Produktion wurden nach drei Monaten, Anfang Februar 2008, beendet.

## Rezeption
Am 30. Oktober 2008 fand die Uraufführung von Doubt beim Filmfestival des American Film Institutes statt. Einen Tag später führte ihn die USA Today unter den diesjährigen Favoriten für einen möglichen Oscargewinn auf. Der limitierte Kinostart in den Vereinigten Staaten erfolgte am 12. Dezember 2008. Die amerikanische Fachpresse zeigte sich größtenteils beeindruckt von den Darstellerleistungen des Schauspielensembles. Streep erhielt für ihre Rolle der Schwester Aloysius eine Oscarnominierung, ihre fünfzehnte insgesamt. Da sie der Vergangenheit auch dreimal für Nebenrollen nominiert worden war, konnte sie mit der zwölften Nominierung in der Kategorie Beste Hauptdarstellerin den bisherigen Rekord von Katharine Hepburn einstellen.
Filmkritiker Roger Ebert, der selbst eine katholische Schule besucht hatte, lobte in der Chicago Sun-Times Doubt als einen Film mit exaktem und „unbarmherzigem Drehbuch, gewaltigen Darstellerleistungen und einer zeitlosen Relevanz.“ Der gezeigte Konflikt sei einer „zwischen alt und neu, Zustand und Wechsel, zwischen Unfehlbarkeit und Ungewissheit.“ Ebert hob vor allem die über zehnminütige Sequenz mit Meryl Streep und Viola Davis hervor, die Schwester Aloysius um Milde bittet. Diese Szene sei „das emotionale Herz und die Seele“ des Films.
Kenneth Turan von der Los Angeles Times lobte das Spiel von Streep und Hoffman als das „zweier besonders zusammenpassender Antagonisten“, wobei Streep als „heiliger Terror“ im wahrsten Sinne des Wortes den auffallenderen Part spielen würde. Eine Rolle, die dank der geschickten Schauspielerin nie zur Karikatur werde, so Turan. Obwohl Amy Adams als unschuldige Schwester James überzeugend wäre, reiche die hervorragende Viola Davis nahe an Streep und Hoffman heran. Mit ihrer darstellerischen Leistung demonstriere Davis mit einem „Gefühl von Anstand, Dringlichkeit und sogar Angst“ das Anliegen der realen Welt, das in die klösterliche Abgrenzung Einzug halte. Etwas kritischer beurteilte Turan die Leistung von John Patrick Shanley, der das Vier-Personen-Stück mit mehr Charakteren und einer Vielzahl von Statisten verfilmte: „Als Regisseur treibt er am Ende das Drama härter an, als er müsste. Er hat nichts schwerwiegendes gemacht, aber er doktort daran herum und behindert es“, so Turan.
Manohla Dargis verglich den Auftritt Meryl Streeps am 12. Dezember 2008 in der New York Times, mit einem Sturm: „Ihre übergroße Darstellung hat einen Hauch von Burlesque, aber sie arbeitet einfach auf einer ganz anderen Ebene als die übrigen Schauspieler“ agieren würden. Shanleys titelgebendes Hauptthema, der Zweifel, sei paradoxerweise viel besser auf der Bühne anzupacken und der Film sei scheinbar gefangen zwischen den beiden Medien Theater und Kino.
„In kammerspielartigen Dialog-Sequenzen entwickelt sich im Katz-und-Maus-Spiel zwischen Nonne und Priester unterschwellig eine Auseinandersetzung mit der kirchlichen Geschlechterhierarchie, die an überzogenen Klischeevorstellungen von Nonnen und Klostererziehung und mitunter allzu durchsichtiger Symbolik krankt. Trotz reizvoller Ansätze bleibt unterm Strich kaum mehr als ein konventionelles Kokettieren mit dem Sujet.“ (film-dienst 3/09)
„Der Regisseur macht die herausragende Verfilmung seines preisgekrönten Theaterstückes zu einem darstellerischen Gipfeltreffen zweier erneut Oscar-nominierter Leinwand-Titanen, und er fokussiert dabei das brisante Zusammenspiel von Verdacht und Glaube, Gewissheit und ohnmächtigem Zweifel, wobei er auch den geneigten Zuschauer in eine Glaubenskrise stürzt.“ (Christina Krisch in der Kronen-Zeitung vom 5. Februar 2009)
„Ohne die beiden Stars wäre der verbale Schlagabtausch wohl bloßes Papiergeraschel, so aber ist es ein Genuss, Domina Streep und dem gekonnt zweideutigen Hoffman zuzuhören.“ epd-film

## Auszeichnungen
Zu Beginn der US-amerikanischen Filmpreissaison wurde John Patrick Shanleys Film mit den Preisen des National Board of Review für Nachwuchsdarstellerin Viola Davis und das gesamte Schauspielensemble ausgezeichnet. Bei der Bekanntgabe der Nominierungen für die Golden-Globe-Verleihung 2009 am 11. Januar 2009 führte Glaubensfrage die Riege der favorisierten Filme aufgrund der zahlreichen Darsteller-Nominierungen gemeinsam mit David Finchers Der seltsame Fall des Benjamin Button und Ron Howards Theaterverfilmung Frost/Nixon an, auf die ebenfalls je fünf Nominierungen entfielen, blieb aber unprämiert. Bei der Bekanntgabe der Nominierungen für die 81. Oscarverleihung wurde Shanleys Drehbuch und die Darsteller Meryl Streep, Philip Seymour Hoffman, Amy Adams und Viola Davis nominiert. Auch bei den British Academy Film Awards 2009 und den Screen Actors Guild Awards 2009 erfolgten Nominierungen.

### Oscarverleihung 2009
- nominiert in den Kategorien:
  - Bestes adaptiertes Drehbuch
  - Beste Hauptdarstellerin (Meryl Streep)
  - Bester Nebendarsteller (Philip Seymour Hoffman)
  - Beste Nebendarstellerin (Amy Adams)
  - Beste Nebendarstellerin (Viola Davis)

### Golden Globe Awards 2009
- nominiert in den Kategorien:
  - Bestes Drehbuch
  - Beste Hauptdarstellerin – Drama (Meryl Streep)
  - Bester Nebendarsteller (Philip Seymour Hoffman)
  - Beste Nebendarstellerin (Amy Adams)
  - Beste Nebendarstellerin (Viola Davis)

### British Academy Film Awards 2009
- nominiert in den Kategorien:
  - Beste Hauptdarstellerin (Meryl Streep)
  - Bester Nebendarsteller (Philip Seymour Hoffman)
  - Beste Nebendarstellerin (Amy Adams)

### Screen Actors Guild Awards 2009
- Beste Hauptdarstellerin (Meryl Streep)
  - nominiert in den Kategorien:
    - Bester Nebendarsteller (Philip Seymour Hoffman)
    - Beste Nebendarstellerin (Amy Adams)
    - Beste Nebendarstellerin (Viola Davis)
    - Bestes Schauspielensemble

### Weitere
Black Reel Award 2008
- Beste Nebendarstellerin (Viola Davis)

Broadcast Film Critics Association 2009
- Beste Hauptdarstellerin (Meryl Streep)
  - nominiert in den Kategorien:
    - Bester Film
    - Bestes Drehbuch
    - Bester Nebendarsteller (Philip Seymour Hoffman)
    - Beste Nebendarstellerin (Viola Davis)
    - Bestes Schauspielensemble

Chicago Film Critics Association Award 2008
- nominiert in den Kategorien:
  - Bestes adaptiertes Drehbuch
  - Beste Hauptdarstellerin (Meryl Streep)
  - Bester Nebendarsteller (Philip Seymour Hoffman)
  - Beste Nebendarstellerin (Amy Adams)
  - Beste Nebendarstellerin (Viola Davis)

Kansas City Film Critics Circle Awards 2009
- Beste Hauptdarstellerin (Meryl Streep)

London Critics Circle Film Awards 2009
- nominiert in der Kategorie Beste Darstellerin des Jahres (Meryl Streep)

National Board of Review Awards 2008
- Beste Nachwuchsdarstellerin (Viola Davis)
- Bestes Schauspielensemble

Satellite Awards 2008
- nominiert in den Kategorien:
  - Bestes adaptiertes Drehbuch
  - Beste Hauptdarstellerin – Drama (Meryl Streep)
  - Bester Nebendarsteller (Philip Seymour Hoffman)
  - Beste Nebendarstellerin (Viola Davis)

Washington DC Area Film Critics Association Awards
- Beste Hauptdarstellerin (Meryl Streep)
- Bestes Schauspielensemble